# Zagłębie (górnictwo)

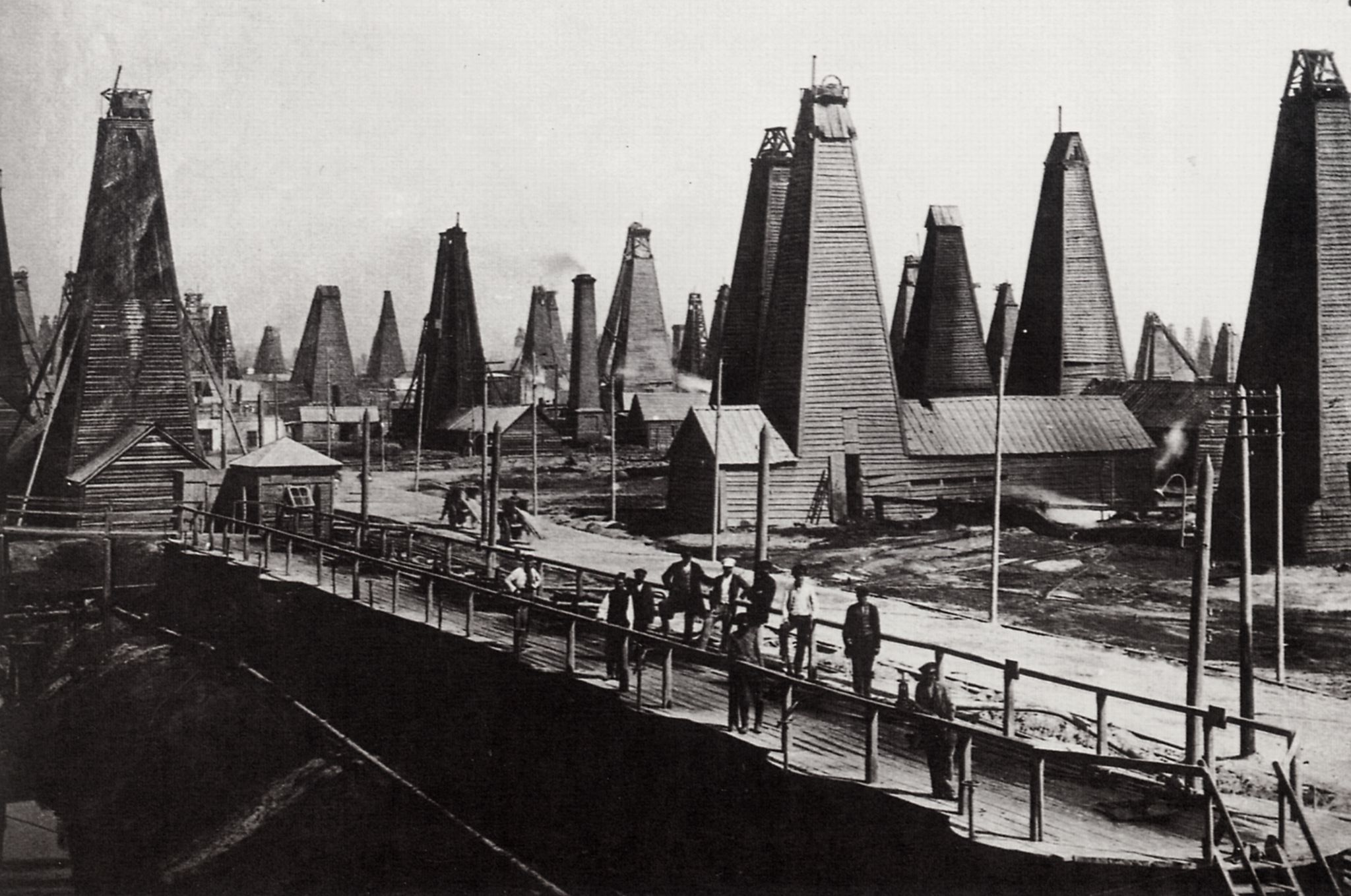
Zagłębie

Zagłębie – obszar występowania złóż kopalin, np. węgla (zagłębie węglowe), ropy naftowej (zagłębie naftowe). Zwykle silnie zindustrializowane miasta, rejony głównie nastawione na produkcję związaną z wydobyciem danego surowca, z silnie od niego uzależnioną gospodarką. Inne działalności gospodarcze działające w zagłębiach są w dużej mierze powiązane z sektorem wydobywczym np. usługi transportowe (np. przewiezienie rud miedzi do huty). Upadek tego sektora pociąga za sobą niezwykle niekorzystne skutki (duże bezrobocie, zubożenie ludności, migracje). W celu ich zapobieżenia, miasta tworzące zagłębia rozszerzają rynek wewnętrzny o dodatkowe podmioty gospodarcze niezwiązane z sektorem wydobywczym, dające nowe miejsca pracy i podnoszące potencjał regionu.
Potocznie nazwa Zagłębie stosowana jest w odniesieniu do Zagłębia Dąbrowskiego, w opozycji do Górnego Śląska.

## Niektóre zagłębia
- Donieckie Zagłębie Węglowe
- Górnośląskie Zagłębie Węglowe
- Legnicko-Głogowski Okręg Miedziowy
- Zagłębie Ruhry